# 트리피드의 날
《트리피드의 날》(영어: The Day of the Triffids)은 존 윈덤의 1951년작 장편 SF 소설이다. 작가의 대표작으로, 최초로 전 세계적인 규모의 재난을 다루었으며, 오늘날 리처드 매드슨의 <나는 전설이다>와 함께 포스트 아포칼립스 장르의 기초를 다진 작품으로 평가받는다.
대한민국에는 1970년대 후반부터 아동용 축약본인 <괴기 식물 트리피드>, <걷는 식물 트리피드>, <지구 멸망의 날> 등으로 번역, 소개되었다가, 2016년 폴라북스에서 완역본으로 출간되었다.

## 줄거리
눈을 다쳐 병원에 입원 중이던 빌 메이슨은 어느 날 아침에 잠에서 깨자마자 기묘한 적막을 깨닫고 깜짝 놀란다. 스스로 붕대를 풀고 시력을 회복한 그는 하룻밤 사이에 모든 사람들이 시력을 잃었음을 깨닫고 망연자실한다. 바로 어제 하늘에서 펼쳐졌던 초록색의 화려한 유성우가 재난의 원인이었던 것이다. 병실에서 나온 빌은 시력 상실자들이 자포자기해 스스로 목숨을 끊거나, 심지어 폭도로 변해 생필품 약탈에 나서는 등 아비규환이 된 런던 시내를 목격한다.
빌은 본래 트리피드 재배 업체의 직원이었다. 소련에서 개발한 육식성 보행 식물 트리피드는 세 개의 발로 기어다니고 긴 촉수에 달린 독침으로 동물을 공격해 먹이로 삼았다. 우연히 전 세계로 펼쳐 나가면서 인간에게도 위협이 되었지만, 질 좋은 식용유의 원료인 까닭에 엄격한 관리 하에서 상업적 이용이 활발했다. 빌은 트리피드 재배장에서 우연히 그 독액이 눈에 들어가는 사고를 겪었고, 이후 병원에서 눈을 붕대로 가리고 있던 까닭에 운 좋게 실명을 피했던 것이다.
빌은 역시 시력이 온전한 여성 조젤라 플레이턴을 위기에서 구하고, 비들리가 이끄는 생존자 집단에 합류하여 시골로 피난하려는 계획에 합류한다. 하지만 과격한 선동가 코커의 계략으로 인해 시력 보유자 상당수는 수갑과 쇠사슬을 차고 강제로 시력 상실자의 길잡이 노릇을 하게 된다. 머지 않아 다른 생존자 집단으로부터 총격을 당하고, 트리피드의 공격을 받고, 전염병으로 생존자들이 줄줄이 사망하자, 빌은 난리 통에 헤어진 조젤라를 찾아 런던을 떠나기로 결정한다.
빌은 실패를 자인한 코커와 친구가 되어 생존자 집결지인 틴셤 장원에 도착하지만, 그곳 지도자 듀런트 여사의 경직된 사고방식에 실망하고 다시 떠난다. 하지만 비들리 일행과의 합류가 불발되자 일행과 헤어져 조젤라가 이전에 언급한 남쪽의 피난처로 향한다. 도중에 고아 소녀 수전과 길동무가 된 빌은 천신만고 끝에 셔닝 농장에 도착해 조젤라와 합류하고, 시력 상실자인 농장 식구들과 함께 자급자족을 위해 노력하는 한편 트리피드의 포위 공격을 이겨내며 힘겹게 살아간다.
유성우 출현 이후 6년째 되는 어느 날, 비들리 일행이 잉글랜드 남부 와이트섬에 안전히 정착했다는 소식을 전해온다. 곧이어 전체주의 성향의 또 다른 생존자 집단 사람들이 찾아와 셔닝 농장을 접수하고 수전을 데려가겠다고 일방적으로 통보한다. 자칫 모든 것을 잃을 수도 있는 위기 상황에서 빌은 기지를 발휘해 침입자들을 속인 다음, 식구들을 이끌고 셔닝 농장을 떠나 와이트섬의 공동체로 향한다. 그리고 머지않아 트리피드에게 빼앗긴 땅을 되찾고 말리라고 다짐한다.

## 등장인물
- 빌 메이슨(Bill Masen)
- 조젤라 플레이턴(Josella Playton)
- 수전(Susan)
- 윌프레드 코커(Wilfred Coker)
- 마이클 비들리(Michael Beadley)
- 엘스페스 케리(Elspeth Cary)
- 플로렌스 듀런트(Florence Durrant)
- 데니스 브렌트(Dennis Brent)
- 토런스(Torrence)
- 월터 러크너(Walter Lucknor)
- 움베르토 크리스토포로 팔랑게스(Umberto Christoforo Palanguez)

## 출판
《트리피드의 날》은 1951년 1월부터 2월까지 축약본으로 잡지 콜리어스 위클리에 연재되었다. 이때의 제목은 트리피드의 반란이었다. 그리고 같은 해 개작과 증보를 거쳐 트리피드의 날이라는 형태의 단행본으로 출간되었다. 당시 존 윈덤의 에이전트로 활동한 SF 작가 프레더릭 폴의 회고에 따르면, 원래 단행본 출간이 먼저였지만 잡지 게재를 위해 보류된 것이라고 한다.

## 영향
《트리피드의 날》은 포스트 아포칼립스 장르의 선구자 중 하나로서, 이후 여러 작품에 영향을 주었다. 특히 주제 사라마구의 소설 《눈먼 자들의 도시》는 원인 불명의 질환으로 주인공을 제외한 인류가 시력을 잃고 문명이 붕괴한다는 점에서 유사한 소재를 다루고 있다. 좀비 영화 《28일 후》는 사고로 입원해서 운좋게 재난을 면한 주인공이라는 설정이 유사하며, 감독인 대니 보일과 각본가인 앨릭스 갈런드 또한 《트리피드의 날》에서 영향받았음을 밝힌 바 있다. 연출가 배리 랭퍼드는 《28일 후》의 처음 45분은 《트리피드의 날》의 1~3장과 똑같고, 좀비를 첨가해 약간 수정했을 뿐이라고 단언했다.

## 각색
트리피드의 날은 대중적 인기에 힘입어 라디오 드라마와 영상물로 여러 차례 각색되었다. 1962년 최초의 영화판이 개봉하였다. 1982년에 BBC에서 TV 드라마로 제작되었고, 2009년에 다시 한 번 제작되었다.

## 한국어 번역본 정보
- 《걷는 식물 트리피드》(이영재 옮김, 아이디어회관 펴냄, 1977년 출간)
- 《지구 멸망의 날》(유한근 옮김, 계림출판사 펴냄, 1983년 출간)
- 《괴기식물 트리피드》(황명 옮김, 계림출판사 펴냄, 1988년 출간)
- 《걷는 식물 트리피드》(신영희 옮김, 고려원 펴냄, 1996년 2월 출간, ISBN 9788912570484)
- 《괴기 식물 트리피드》(신영희 옮김, 이태영 그림, 옹기장이 펴냄, 2005년 8월 출간, ISBN 9788990832061)
- 《트리피드의 날》(박중서 옮김, 폴라북스 펴냄, 2016년 10월 출간, ISBN 9788993094725)